# New York Film Critics Circle Awards 1985
La 51ª edizione della cerimonia dei New York Film Critics Circle Awards, annunciata il 18 dicembre 1985, si è tenuta il 26 gennaio 1986 ed ha premiato i migliori film usciti nel corso del 1985.

## Vincitori e candidati

### Miglior film
- L'onore dei Prizzi (Prizzi's Honor), regia di John Huston
- La rosa purpurea del Cairo (The Purple Rose of Cairo), regia di Woody Allen
- La mia Africa (Out of Africa), regia di Sydney Pollack
- Brazil, regia di Terry Gilliam

### Miglior regista
- John Huston - L'onore dei Prizzi (Prizzi's Honor)
- Akira Kurosawa - Ran

### Miglior attore protagonista
- Jack Nicholson - L'onore dei Prizzi (Prizzi's Honor)
- William Hurt - Il bacio della donna ragno (Kiss of the Spider Woman)

### Miglior attrice protagonista
- Norma Aleandro - La storia ufficiale (La historia oficial)
- Meryl Streep - La mia Africa (Out of Africa)
- Geraldine Page - In viaggio verso Bountiful (The Trip to Bountiful)

### Miglior attore non protagonista
- Klaus Maria Brandauer - La mia Africa (Out of Africa)
- John Gielgud - Plenty

### Miglior attrice non protagonista
- Anjelica Huston - L'onore dei Prizzi (Prizzi's Honor)

### Miglior sceneggiatura
- Woody Allen - La rosa purpurea del Cairo (The Purple Rose of Cairo)
- Albert Brooks e Monica Johnson - Pubblicitario offresi (Lost in America)

### Miglior film in lingua straniera
- Ran (乱), regia di Akira Kurosawa • Giappone/Francia

### Miglior documentario
- Shoah, regia di Claude Lanzmann

### Miglior fotografia
- David Watkin - La mia Africa (Out of Africa)